# Орден «За доблестный шахтёрский труд» (Украина)
Орден «За доблестный шахтёрский труд» (укр. Орден «За доблесну шахтарську працю») — государственная награда Украины; учреждён в соответствии с Конституцией Украины Верховной Радой Украины 2 сентября 2008 года. Орден имеет три степени, высшей является I степень.
Согласно Уставу ордена, утверждённому Президентом Украины, орден учреждён для награждения граждан за выдающиеся трудовые достижения в добыче угля, железной руды, руды цветных и редких металлов, марганцевых и урановых руд, шахтостроении.
Награждение орденом «За доблестный шахтёрский труд» осуществляется указом Президента Украины. Лицу, награждённому орденом «За доблестный шахтёрский труд», вручаются знак ордена и орденская книжка установленного образца.
Награждение орденом может быть проведено посмертно.

## История награды
- 2 сентября 2008 года Верховная Рада Украины приняла Закон Украины № 345-VІ «О повышении престижности шахтёрского труда», согласно которому путём внесения изменений в Закон Украины «Про государственные награды Украины» была учреждена новая государственная награда Украины — орден «За доблестный шахтёрский труд» І, II, III степени.

- 30 апреля 2009 года Указом Президента Украины В. А. Ющенко № 282/2009 был утверждён Устав ордена, который включает описание знаков ордена.[1]

### Награждения
- 27 августа 2010 года Указом Президента Украины В. Ф. Януковича № 874/2010 «О награждении государственными наградами Украины работников угольной промышленности» первые 19 лиц были награждены орденом «За доблестный шахтёрский труд» III степени за весомый личный вклад в укрепление энергетического потенциала государства, многолетний самоотверженный шахтёрский труд, высокий профессионализм и по случаю 75-летия стахановского движения и Дня шахтёра[2].

- 25 августа 2011 года орденом «За доблестный шахтёрский труд» III степени были награждены очередные 27 человек.[3]

- 23 февраля 2012 года орденом III степени был награждён подземный горнорабочий — бригадир комплексной очистной бригады акционерного общества «Марганецкий горно-обогатительный комбинат» П. И. Дзябенко[4].

- 4 июля 2012 года орденом III степени был награждён бригадир горняков участка акционерного общества «Шахтоуправление „Покровское“» (г. Покровск) В. Ф. Зубак.[5]

- 24 августа 2012 года орденом «За доблестный шахтёрский труд» III степени были награждены ещё 47 человек.[6]

- 22 января 2013 года орденом III степени был награждён горнорабочий очистного забоя обособленного подразделения «Шахта „Прогресс“» государственного предприятия «Торезантрацит» (Донецкая область) Р. Н. Бедношеев.[7]

- 22 августа 2013 года орденом «За доблестный шахтёрский труд» III степени были награждены ещё 30 человек.[8]

## Описание
Знак ордена «За доблестный шахтёрский труд» изготавливается из горного хрусталя и имеет форму прямого равностороннего креста с заострёнными краями. В центре креста размещён ромбовый медальон, покрытый эмалью белого цвета, на котором изображён малый Государственный Герб Украины. Под малым Государственным Гербом Украины размещены перекрещенные кирка и молот из жёлтого металла. Медальон обрамлён изображением перевитой в углах лентой, покрытой эмалью тёмно-красного цвета с надписью «За доблестный шахтёрский труд». В верхней части лента обрамлена ветвями из лаврового листа, в нижней — дубового листа. Крест наложен на четырёхугольную звезду с разбегающимися огранёнными чернёными лучами.
Размер знака ордена между противоположными концами креста — 42 мм. Обратная часть знака — плоская с выгравированным номером для каждой степени отдельно.
С помощью кольца с ушком крест соединяется с прямоугольной металлической колодкой, обтянутой шелковой муаровой лентой тёмно-красного цвета с полосками синего и жёлтого цветов. Размер колодки: высота — 45 мм, ширина — 28 мм. На обратной стороне колодки — застёжка для прикрепления знака ордена к одежде.
Планка ордена «За доблестный шахтёрский труд» представляет собой прямоугольную металлическую пластинку, обтянутую соответствующей лентой. Размер планки: высота — 12 мм, ширина — 24 мм.

### Орден «За доблестный шахтёрский труд» I степени
Знак ордена І степени изготавливается из серебра.
Для знака ордена І степени — надпись, изображение ветвей лавровых и дубовых листьев, пружки креста и ленты — из жёлтого металла.
Колодка знака ордена І степени изготавливается из жёлтого металла и обтягивается лентой с одной жёлтой полоской посредине шириной 10 мм и двумя синими полосками с боков по 2 мм каждая.

### Орден «За доблестный шахтёрский труд» II степени
Знак ордена IІ степени — изготавливается из нейзильбера.
Для знака ордена II степени — надпись, изображение ветвей лавровых и дубовых листьев, пружки креста и ленты — из белого металла.
Колодка знака ордена IІ степени изготавливается из белого металла и обтягивается лентой с двумя жёлтыми полосками посредине шириной по 6 мм каждая и тремя синими полосками с боков по 2 мм каждая.

### Орден «За доблестный шахтёрский труд» III степени
Знак ордена IIІ степени — изготавливается из нейзильбера.
Для знака ордена III степени — надпись, изображение ветвей лавровых и дубовых листьев, ленты, пружки креста и ленты — из белого металла.
Колодка знака ордена IIІ степени изготавливается из белого металла и обтягивается лентой с тремя жёлтыми полосками посредине шириной по 4 мм каждая и четырьмя синими полосками с боков по 2 мм каждая.

## Порядок ношения
Орден «За доблестный шахтёрский труд» І, ІІ, ІІІ степени носится на левой стороне груди после знака отличия Президента Украины — Креста Ивана Мазепы.